# William S. Hart
Pour les articles homonymes, voir Hart.
William S. Hart est un acteur, réalisateur, producteur et scénariste américain né le 6 décembre 1864 à Newburgh, New York (États-Unis), mort le 23 juin 1946 à Newhall, un quartier de Santa Clarita en Californie. Bien que Hart interprète, dans chaque films qu'il réalise, toujours un personnage principal différent du précédent, la réception de ses films en France ne tient pas compte de cette distinction ; tous les personnages incarnés par Hart sont appelés, en France, Rio Jim.

## Biographie
William est né en 1864 près de New York, d'un père anglais, Nicholas Hart, et d'une mère irlandaise, Rosanna Hart. Il avait deux frères, décédés très jeunes, et quatre sœurs.
Il commence sa carrière à l'âge de 20 ans, avec sa première performance en 1888 en tant que membre d'une compagnie dirigée par Daniel E. Bandmann. L'année suivante, il rejoint la compagnie de Lawrence Barrett à New York et passe ensuite plusieurs saisons avec la compagnie itinérante d'Hortense Rhéa. Il fait de nombreuses tournées et voyage tout en essayant de se faire un nom en tant qu'acteur. Il dirige pendant un certain temps des spectacles à l'Opéra de Asheville en Caroline du Nord, vers 1900.

## Filmographie

### Comme acteur
- 1914 : Bad Buck of Santa Ynez
- 1914 : His Hour of Manhood de Tom Chatterton : Pete Larson
- 1914 : Jim Cameron's Wife de Tom Chatterton : Andy Stiles
- 1914 : Le Serment de Rio Jim (The Bargain) de Reginald Barker : Jim Stokes
- 1914 : Rio Jim, le fléau du désert (Two-Gun Hicks) : Two-Gun Hicks
- 1914 : In the Sage Brush Country : Jim Brandon
- 1915 : Grit
- 1915 : The Scourge of the Desert : Bill Evers
- 1915 : Mr. 'Silent' Haskins : Lon Haskins
- 1915 : The Grudge : Rio Ed
- 1915 : The Sheriff's Streak of Yellow : Sheriff Hale
- 1915 : The Roughneck de William S. Hart et Clifford Smith : Dave Page
- 1915 : On the Night Stage de Reginald Barker : 'Silent' Texas Smith
- 1915 : La Capture de Rio Jim (The Taking of Luke McVane) de William S. Hart et Clifford Smith : Luke McVane
- 1915 : 'Bad Buck' of Santa Ynez : Bad Buck Peters
- 1915 : The Darkening Trail : Yukon Ed
- 1915 : The Conversion of Frosty Blake : Frosty Blake
- 1915 : Tools of Providence : Dakota Dan
- 1915 : The Ruse de William H. Clifford et William S. Hart : 'Bat' Peters
- 1915 : Cash Parrish's Pal : Cash Parrish
- 1915 : A Knight of the Trails : Jim Treen
- 1915 : Le Poney de Rio Jim (Pinto Ben) : Boss Rider
- 1915 : Keno Bates, Liar : Keno Bates
- 1915 : The Disciple de   Chaitanya Tamhane : Jim Houston
- 1915 : Les Loups (en) (Between Men) : Bob White
- 1916 : Le Justicier (Hell's Hinges) de Charles Swickard, William S. Hart et Clifford Smith : Blaze Tracy
- 1916 : Pour sauver sa race (The Aryan) de Reginald Barker, William S. Hart et Clifford Smith : Steve Denton
- 1916 : The Man from Nowhere : Buck Varley
- 1916 : The Primal Lure : Angus McConnell
- 1916 : The Apostle of Vengeance de William S. Hart et Clifford Smith : David Hudson
- 1916 : Le Dieu captif (The Captive God) de Charles Swickard  : Chiapa
- 1916 : The Patriot (it) : Bob Wiley
- 1916 : The Dawn Maker (en) : Joe Elk
- 1916 : The Return of Draw Egan : 'Draw' Egan / William Blake
- 1916 : The Devil's Double : 'Bowie' Blake
- 1917 : Les Indésirables (Truthful Tulliver) : Truthful Tulliver
- 1917 : All-Star Production of Patriotic Episodes for the Second Liberty Loan
- 1917 : Le Justicier (en) (The Gun Fighter) : Cliff Hudspeth
- 1917 : La Cité du désespoir (en) (The Desert Man) : Jim Alton
- 1917 : The Square Deal Man (it) : Jack O'Diamonds
- 1917 : La Vengeance de Jim (en) (Wolf Lowry) : Tom 'Wolf' Lowery
- 1917 : Grand Frère (en) (The Cold Deck) : Jefferson 'On-the-Level' Leigh
- 1917 : Le Droit d'asile (en) (The Silent Man) : Silent' Budd Marr
- 1917 : La Révélation (en) (The Narrow Trail) de Lambert Hillyer et William S. Hart : Ice Harding
- 1918 : À l'affût du rail (en) (Wolves of the Rail) : 'Buck' Andrade
- 1918 : Staking His Life de  J.G. Hawks : Bud Randall
- 1918 : The Lion of the Hills de Lambert Hillyer
- 1918 : L'Homme aux yeux clairs (Blue Blazes Rawden) : Blue Blazes Rawden
- 1918 : Le Tigre humain (en) (The Tiger Man) : Hawk Parsons
- 1918 : L'Étincelle (en) (Selfish Yates) : 'Selfish' Yates
- 1918 : Un forban (en) (Shark Monroe) : Shark Monroe
- 1918 : Riddle Gawne (en) de William S. Hart et Lambert Hillyer : Jefferson 'Riddle' Gawne
- 1918 : Le Vengeur (The Border Wireless) : Steve Ransom
- 1918 : Branding Broadway (en) : Robert Sands
- 1919 : Breed of Men (en) de Lambert Hillyer : Careless Carmody
- 1919 : The Poppy Girl's Husband (en) : Hairpin Harry Dutton
- 1919 : Le Gardien de nuit  (The Money Corral) : Lem Beason
- 1919 : Le Frère inconnu (en) (Square Deal Sanderson) : Square Deal Sanderson
- 1919 : La Caravane (en) (Wagon Tracks) de Lambert Hillyer : Buckskin Hamilton
- 1919 : L'Enfer des villes (John Petticoats) de Lambert Hillyer : 'Hardwood' John Haynes
- 1920 : Son dernier exploit (en) (The Toll Gate) de Lambert Hillyer : Black Deering
- 1920 : Son meilleur ami (Sand!) de Lambert Hillyer : Dan Kurrie
- 1920 : Le Prix de l'honneur (en) (The Cradle of Courage) de Lambert Hillyer : 'Square' Kelly
- 1920 : Le Jaguar de la Sierra (en) (The Testing Block) de Lambert Hillyer : 'Sierra' Bill
- 1921 : Sa dernière mission (O'Malley of the Mounted) de Lambert Hillyer : Sergeant O'Malley
- 1921 : Sa haine (en) (The Whistle) de Lambert Hillyer : Robert Evens
- 1921 : L'Homme marqué (Three Word Brand) de Lambert Hillyer : Three Word Brand / Gov. Marsden / Ben Trego
- 1921 : Le Prix du sang (White Oak) de Lambert Hillyer : Oak Miller, a gambling man
- 1922 : Sur les grands chemins (en) (Travelin' on) de Lambert Hillyer : J.B., The Stranger
- 1923 : La Dernière Chevauchée (Wild Bill Hickok) de Clifford Smith : Wild Bill Hickok
- 1924 : Cœur de brigand (en) (Singer Jim McKee) de Clifford Smith : 'Singer' Jim McKee
- 1924 : Hello, 'Frisco de Slim Summerville
- 1925 : Le Fils de la prairie (Tumbleweeds) de King Baggot : Don Carver
- 1928 : Mirages (Show People), de King Vidor : caméo

### Comme réalisateur
- 1914 : Bad Buck of Santa Ynez
- 1914 : The Gringo
- 1914 : Rio Jim, le fléau du désert (Two-Gun Hicks)
- 1914 : In the Sage Brush Country
- 1915 : Grit
- 1915 : The Scourge of the Desert
- 1915 : Mr. 'Silent' Haskins
- 1915 : The Grudge
- 1915 : The Sheriff's Streak of Yellow
- 1915 : The Roughneck
- 1915 : La Capture de Rio Jim (The Taking of Luke McVane)
- 1915 : Bad Buck of Santa Ynez
- 1915 : The Darkening Trail
- 1915 : The Conversion of Frosty Blake
- 1915 : Tools of Providence
- 1915 : The Ruse
- 1915 : Cash Parrish's Pal
- 1915 : Knight of the Trails
- 1915 : Le Poney de Rio Jim (Pinto Ben)
- 1915 : Keno Bates, Liar
- 1915 : The Disciple
- 1915 : Les Loups (Between Men)
- 1916 : Le Justicier (Hell's Hinges)
- 1916 : Pour sauver sa race (The Aryan)
- 1916 : The Man from Nowhere
- 1916 : The Primal Lure
- 1916 : The Apostle of Vengeance
- 1916 : The Patriot
- 1916 : The Dawn Maker
- 1916 : The Return of Draw Egan
- 1916 : The Devil's Double
- 1917 : Les Indésirables (Truthful Tulliver)
- 1917 : Le Justicier (The Gun Fighter)
- 1917 : La Cité du désespoir (The Desert Man)
- 1917 : The Square Deal Man
- 1917 : La Vengeance de Jim (Wolf Lowry)
- 1917 : Grand Frère (The Cold Deck)
- 1917 : Le Droit d'asile (The Silent Man)
- 1917 : La Révélation (The Narrow Trail)
- 1918 : À l'affût du rail (Wolves of the Rail)
- 1918 : A Bullet for Berlin
- 1918 : L'Homme aux yeux clairs (Blue Blazes Rawden)
- 1918 : Le Tigre humain (The Tiger Man)
- 1918 : L'Étincelle (Selfish Yates)
- 1918 : Un forban (Shark Monroe)
- 1918 : Riddle Gawne
- 1918 : Le Vengeur (The Border Wireless)
- 1918 : Branding Broadway
- 1919 : The Poppy Girl's Husband
- 1919 : Le Gardien de nuit  (The Money Corral)
- 1919 : Le Frère inconnu (en) (Square Deal Sanderson)
- 1920 : Le Prix de l'honneur (en) (The Cradle of Courage)

### Comme producteur
- 1914 : The Bad Buck of Santa Ynez
- 1917 : Le Droit d'asile (The Silent Man)
- 1918 : À l'affût du rail (Wolves of the Rail)
- 1918 : Un forban (Shark Monroe)
- 1918 : Riddle Gawne
- 1918 : Le Vengeur (The Border Wireless)
- 1918 : Branding Broadway
- 1919 : Breed of Men
- 1919 : L'Enfer des villes (John Petticoats) de Lambert Hillyer
- 1919 : The Poppy Girl's Husband
- 1919 : Le Gardien de nuit  (The Money Corral)
- 1919 : Wagon Tracks
- 1920 : The Toll Gate
- 1920 : Son meilleur ami (Sand!)
- 1920 : Le Prix de l'honneur (en) (The Cradle of Courage)
- 1921 : O'Malley of the Mounted
- 1921 : Three Word Brand
- 1921 : White Oak (en)
- 1923 : Wild Bill Hickok
- 1925 : Le Fils de la prairie (Tumbleweeds) de King Baggot

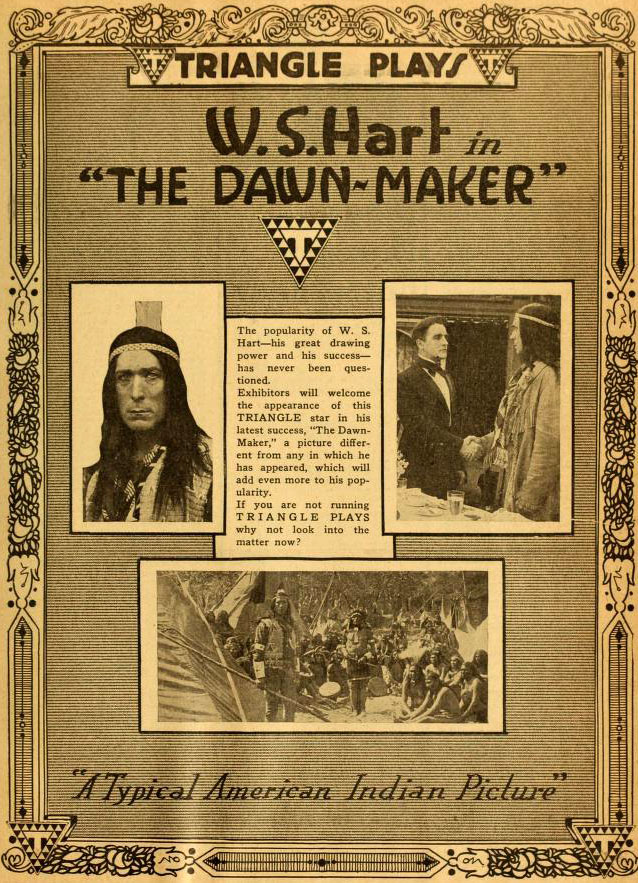
The Dawn-Maker (1916)
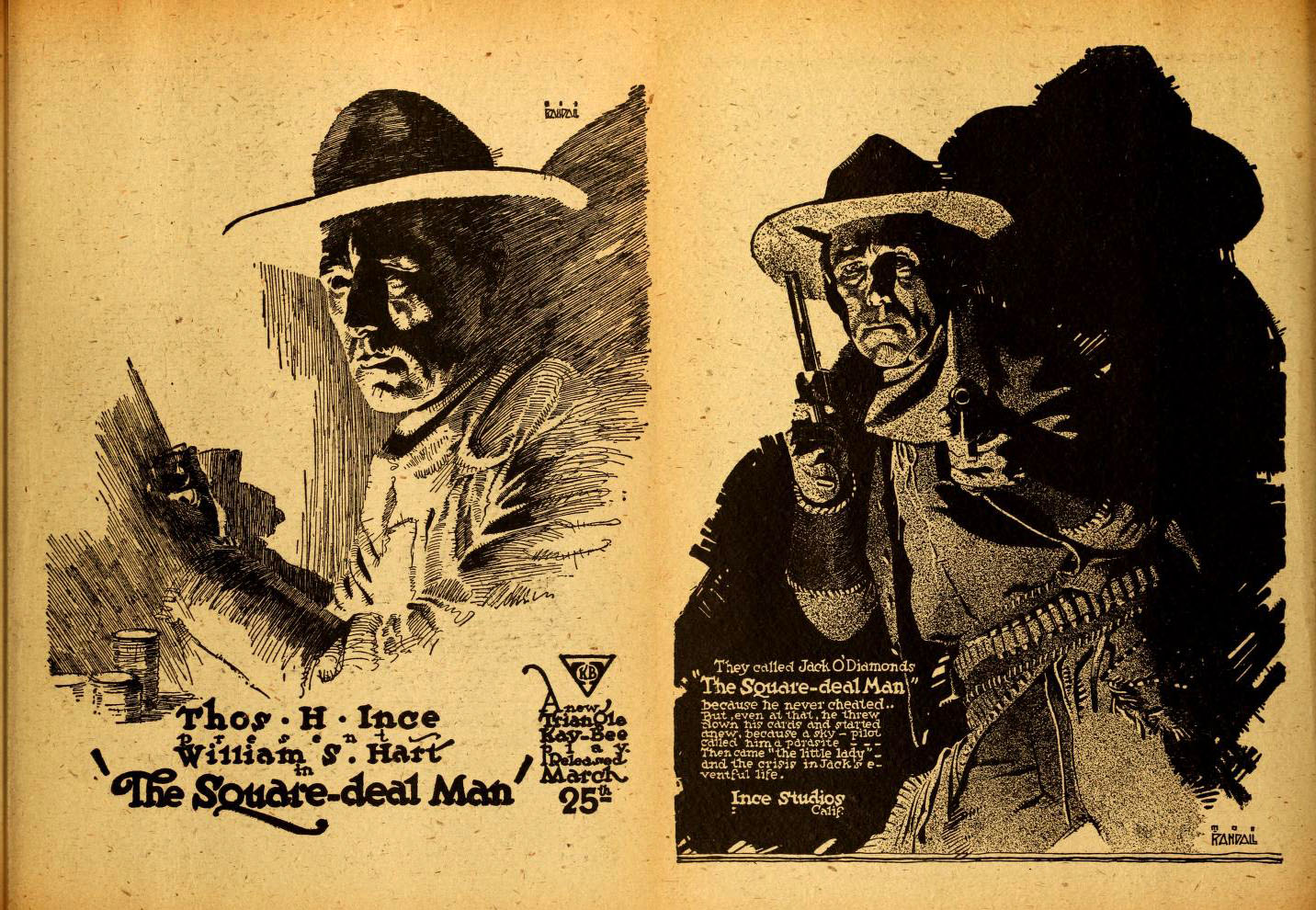
The Square Deal Man (1917)
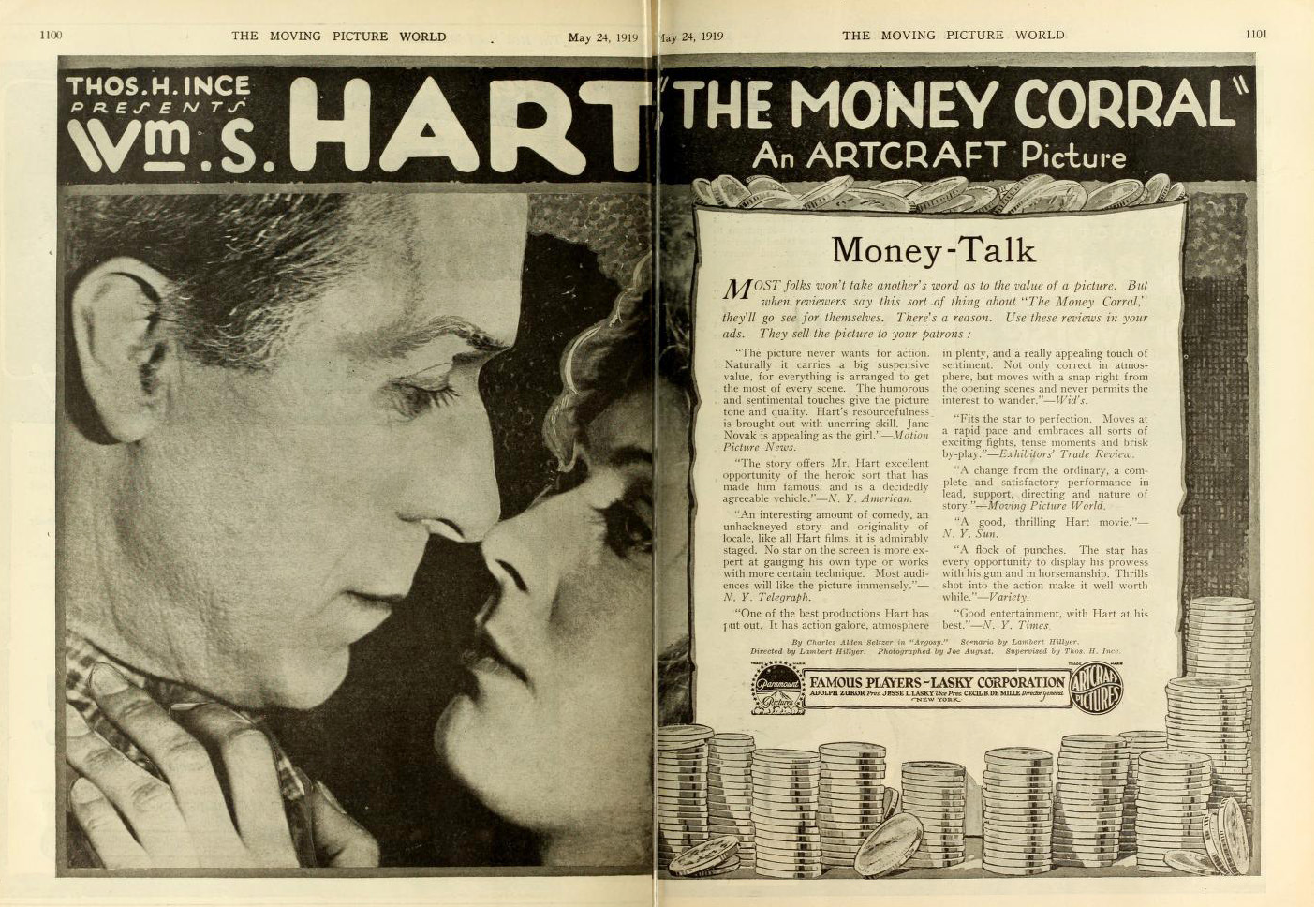
The Money Corral (1919)
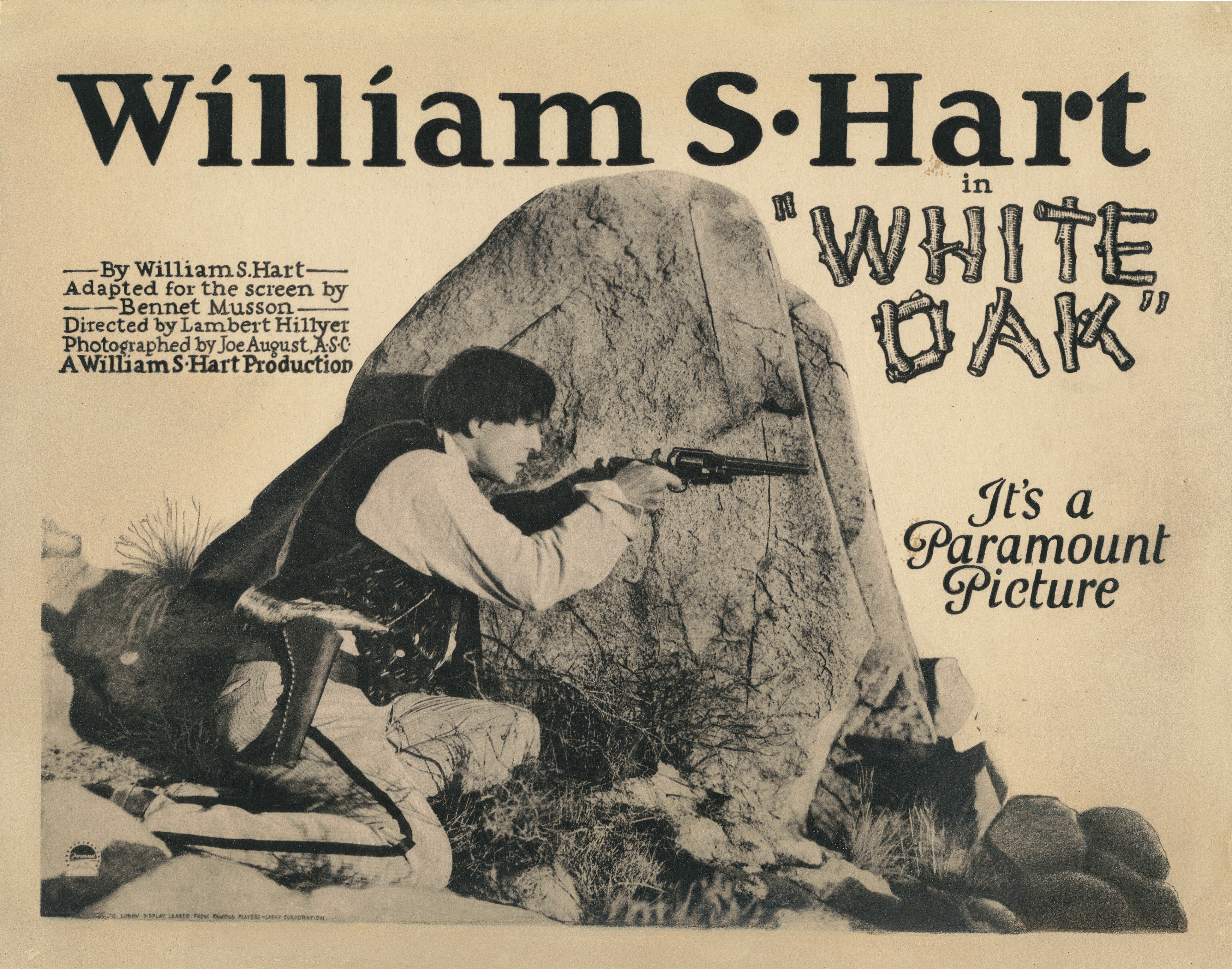
White Oak (1921)

### Comme scénariste
- 1915 : Le Poney de Rio Jim (Pinto Ben)

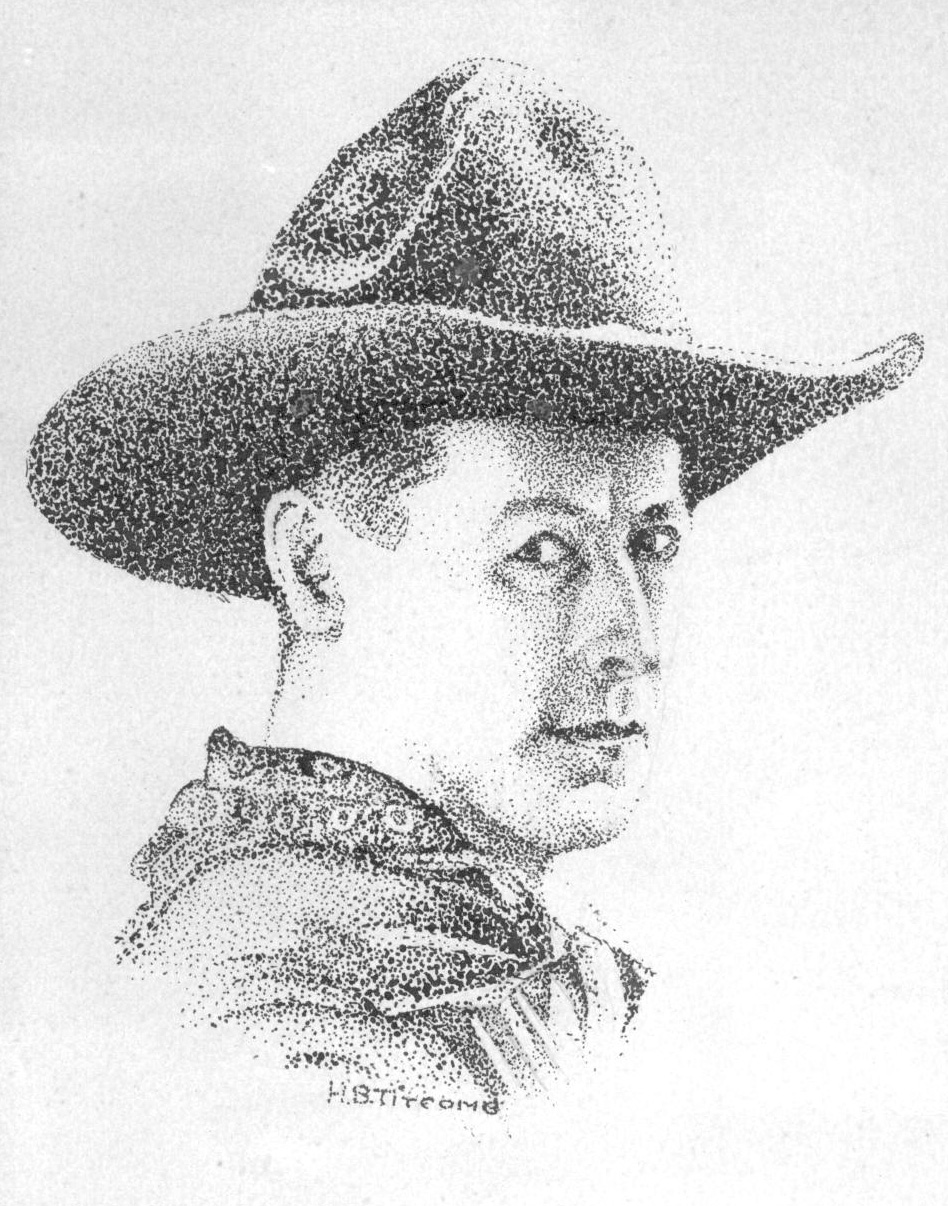
William S. Hart

- 1920 : The Testing Block
- 1923 : Wild Bill Hickok